# Pseudopanax ferox

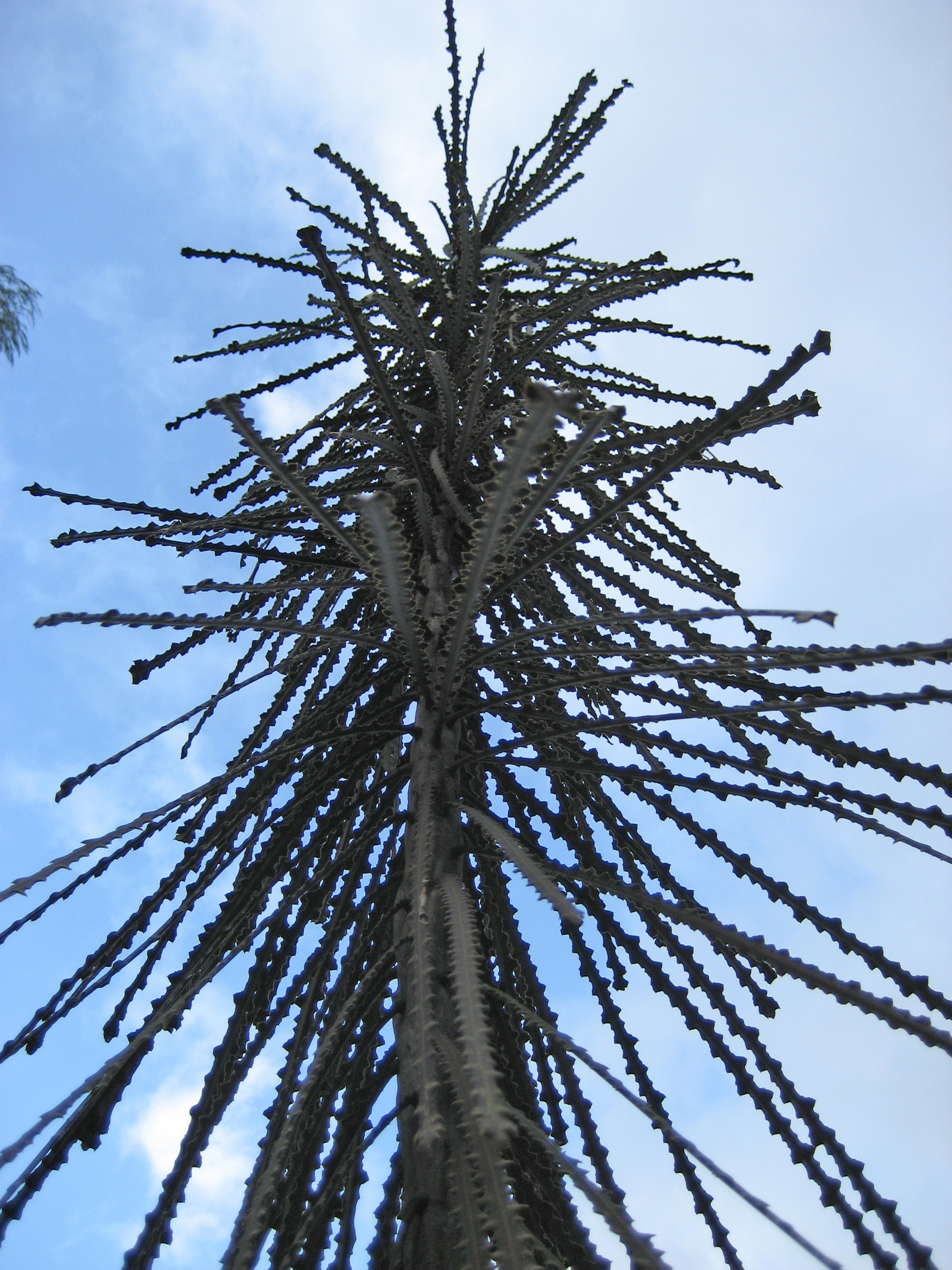
Planta juvenil.

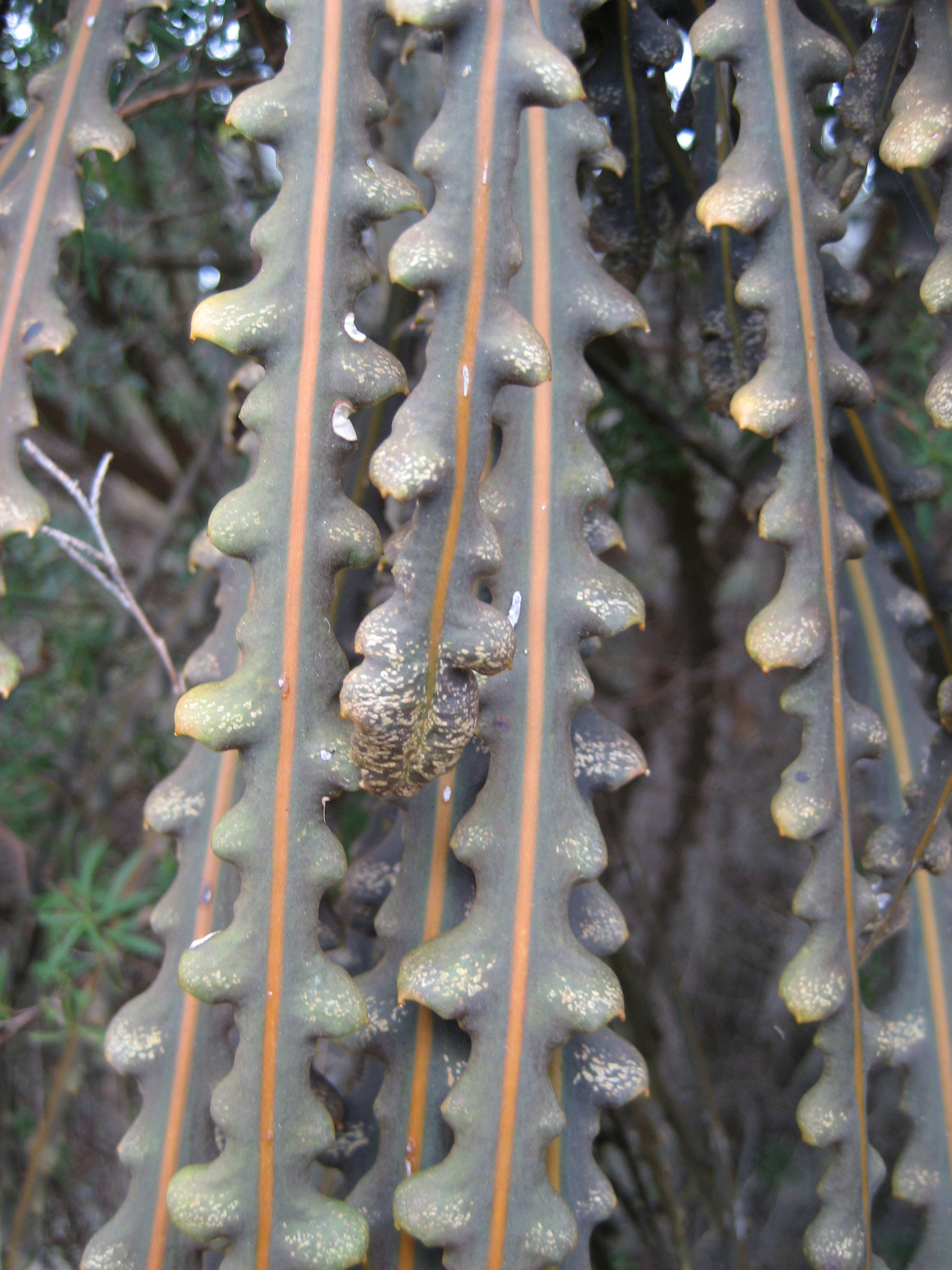
Detalle de hojas juveniles.

Árbol lanza dentado palo lanza dentado, en inglés toothed lancewood y en maorí horoeka (Pseudopanax ferox) es un árbol perteneciente a la familia Araliaceae.

## Hábitat
Es endémico de Nueva Zelanda. 

## Descripción
Es similar al más común Pseudopanax crassifolius "lancewood" (árbol lanza o palo lanza), pero con las hojas más prominentemente dentadas. Las hojas juveniles son desde un verde café muy oscuro a un verde grisáceo, estrechas, rígidas y de hasta 40cm de longitud. Una vez que este árbol de crecimiento lento alcanza la madurez de los 10 a 15 años, la forma de la hoja se hace más corta, más ancha y toma un color verde oscuro. Solamente en la adultez la forma del árbol cambia de un tallo central y hacia abajo, dejando crecer hojas en una forma más típica de árbol con ramas extendiéndose hasta conformar una cabeza redonda. Un palo lanza dentado maduro puede alcanzar 6 m de altura, con un tronco de hasta 25 cm de diámetro. El tronco maduro tiene grietas distintivas longitudinales que a veces se tuercen levemente.
El árbol es comúnmente también llamado palo lanza feroz (Fierce lancewood) en referencia a su apariencia feroz de sus hojas juveniles dentadas.

## Uso
El palo lanza dentado solía ser raro en cultivo, pero ahora es una planta de jardín favorecida en Nueva Zelanda. Ganó amplia popularidad para su empleo al obtener la medalla de plata en la exhibición en el 2004 en el Festival de Flores de Chelsea (Chelsea Flower Show), en el Reino Unido. Las hojas distintivas y la forma juvenil les deja prestarse para usarse en espacios angostos y ahora son usados para complementar arquitectura en construcciones modernas. Debido a su crecimiento lento y su relativamente pequeño tamaño (pequeño para un árbol) –aun una vez maduro– es uno de los pocos árboles convenientes para jardines pequeños.

## Plantación
La plantación es mejor en un suelo bien drenado y en una posición con algo de sombra 
Las hojas son más numerosas cuando se le expone plenamente al sol, lo cual es notable en especímenes jóvenes. El palo lanza dentado es generalmente resistente al frío y puede tolerar algunos daños de heladas en la punta (lo cual puede causar que se ramifique). Es también tolerante a lugares secos y vientos fuertes.

## Taxonomía
Polyscias ferox fue descrita por  Thomas Kirk y publicado en Forest Fl. New Zealand 36. 1889.
Sinonimia
- Panax ferox Kirk[2]